# Брајтенбрун (Горња Лужица)
Брајтенбрун (њем. Breitenbrunn/Erzgeb.) град је у њемачкој савезној држави Саксонија. Једно је од 69 општинских средишта округа Ерцгебирге. Према процјени из 2010. у граду је живјело 6.111 становника. Посједује регионалну шифру (AGS) 14521110.

## Географски и демографски подаци
Брајтенбрун се налази у савезној држави Саксонија у округу Ерцгебирге. Град се налази на надморској висини од 550-950 метара. Површина општине износи 60,0 km². У самом граду је, према процјени из 2010. године, живјело 6.111 становника. Просјечна густина становништва износи 102 становника/km².